# Église Sainte-Croix de Champeix
Pour les articles homonymes, voir Sainte-Croix.
L'église Sainte-Croix est une église catholique située à Champeix, en France.
Elle fait l'objet d'une protection au titre des monuments historiques.

## Localisation
L'église Sainte-Croix est située en Auvergne, dans le département du Puy-de-Dôme, au cœur du village de Champeix, en rive droite de la Couze Chambon.

## Historique
L'église est dédiée à la Sainte Croix, celle sur laquelle Jésus-Christ a été crucifié.
Sa construction en style roman remonte au XIIe siècle. À la fin du XVe ou début du XVIe siècle ont été ajoutés les collatéraux de style gothique, puis au XVIIIe siècle le portail occidental.
Le 21 janvier 1926, son abside est inscrite au titre des monuments historiques.

## Architecture et mobilier
L'église est orientée est-ouest. Au chœur inclus dans une abside hémisphérique succède la nef à quatre travées, dont trois sont flanquées de bas-côtés. Surmonté du clocher, le transept vient croiser l'édifice entre la nef et le chœur,
La nef est ornée de chapiteaux sculptés. À l'ouest, au-dessus de quelques marches, s'ouvre le portail au-dessus duquel se trouve, en avant d'une niche, une statue de la Vierge à l'Enfant. Au nord, une porte surmontée d'un linteau sculpté donne sur le transept.
L'édifice conserve des fonts baptismaux du XVIe siècle, classés au titre des monuments historiques.

## Galerie de photos

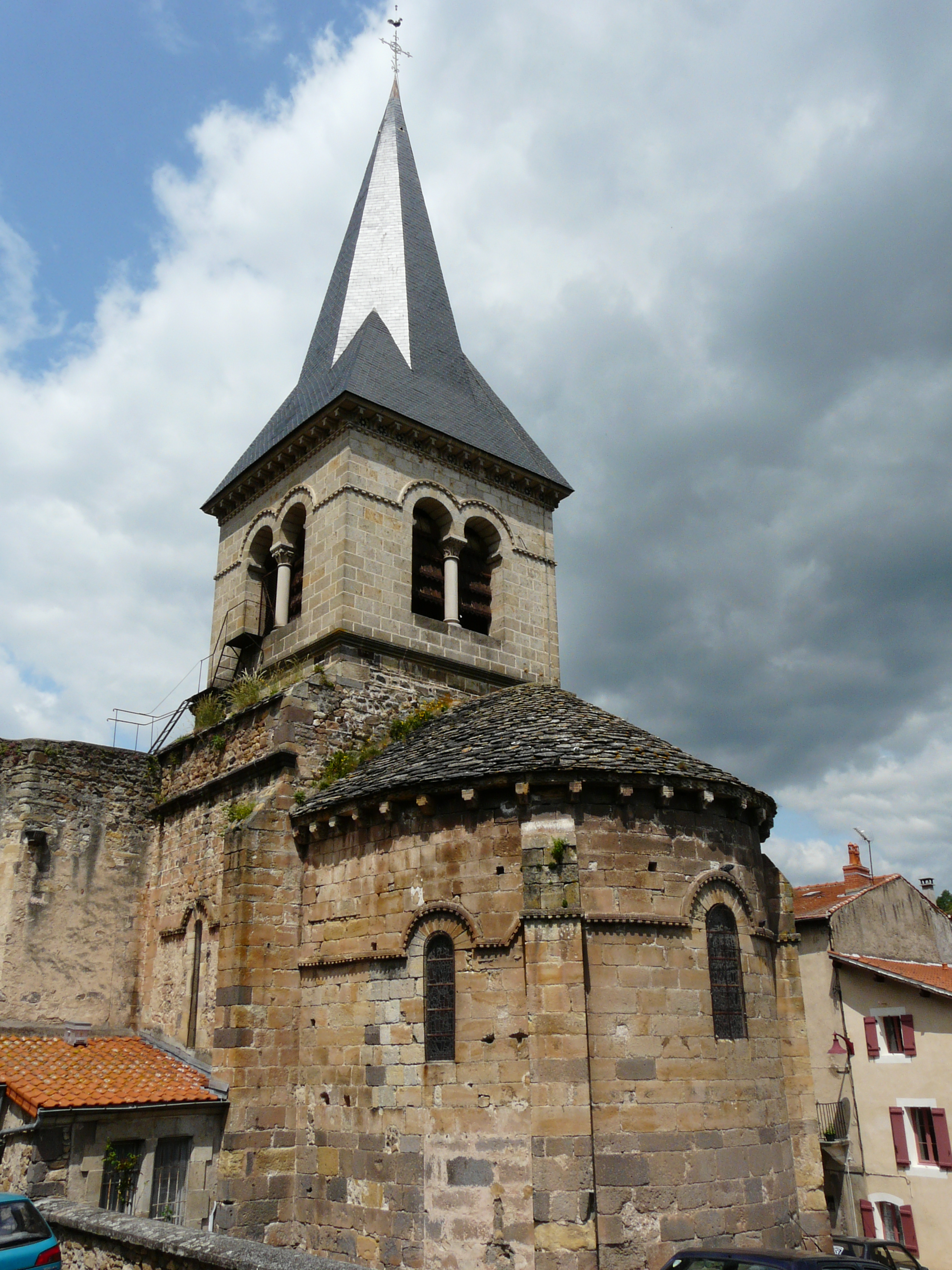
L'abside.
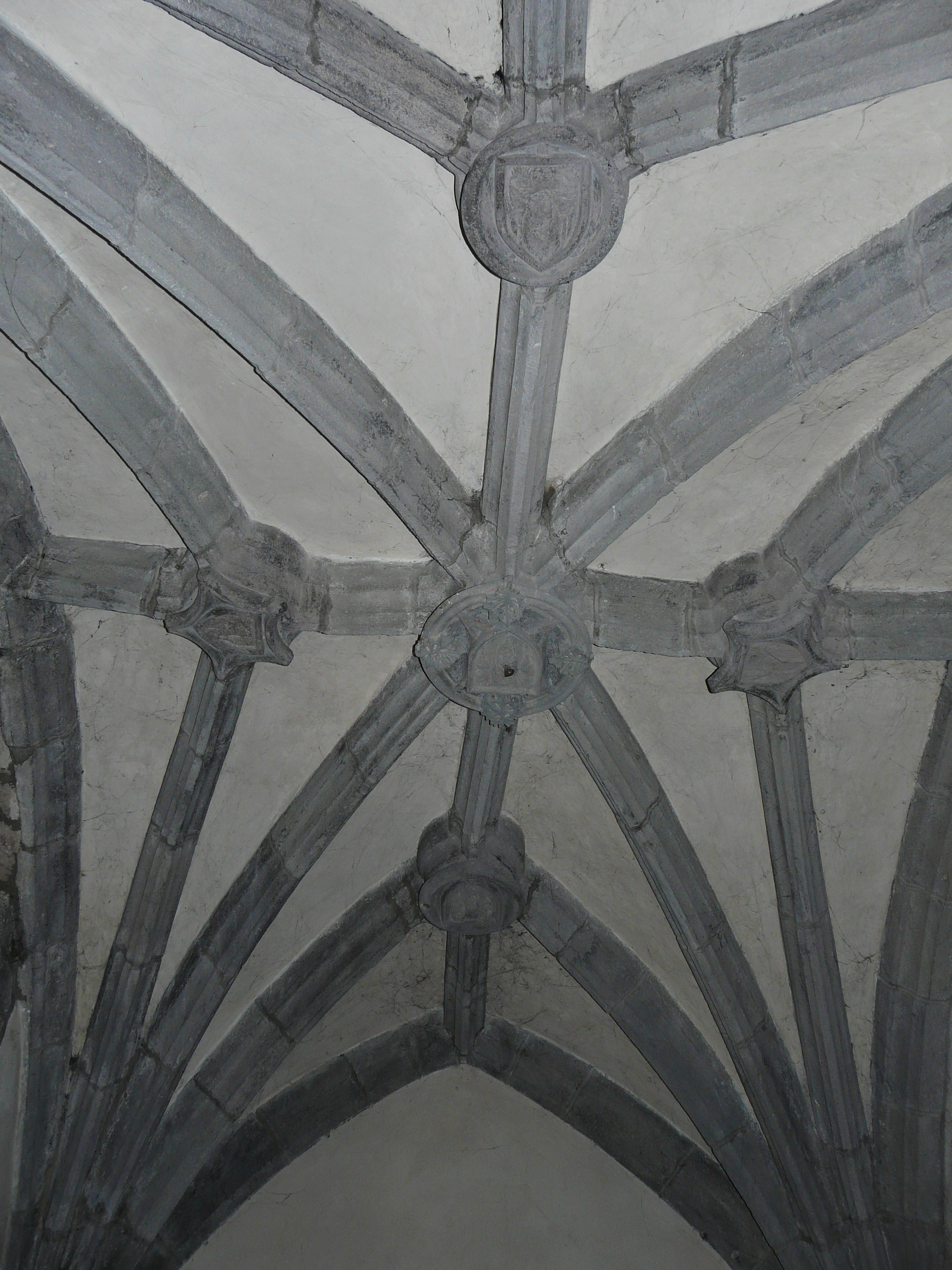
Le plafond gothique d'un bas-côté.
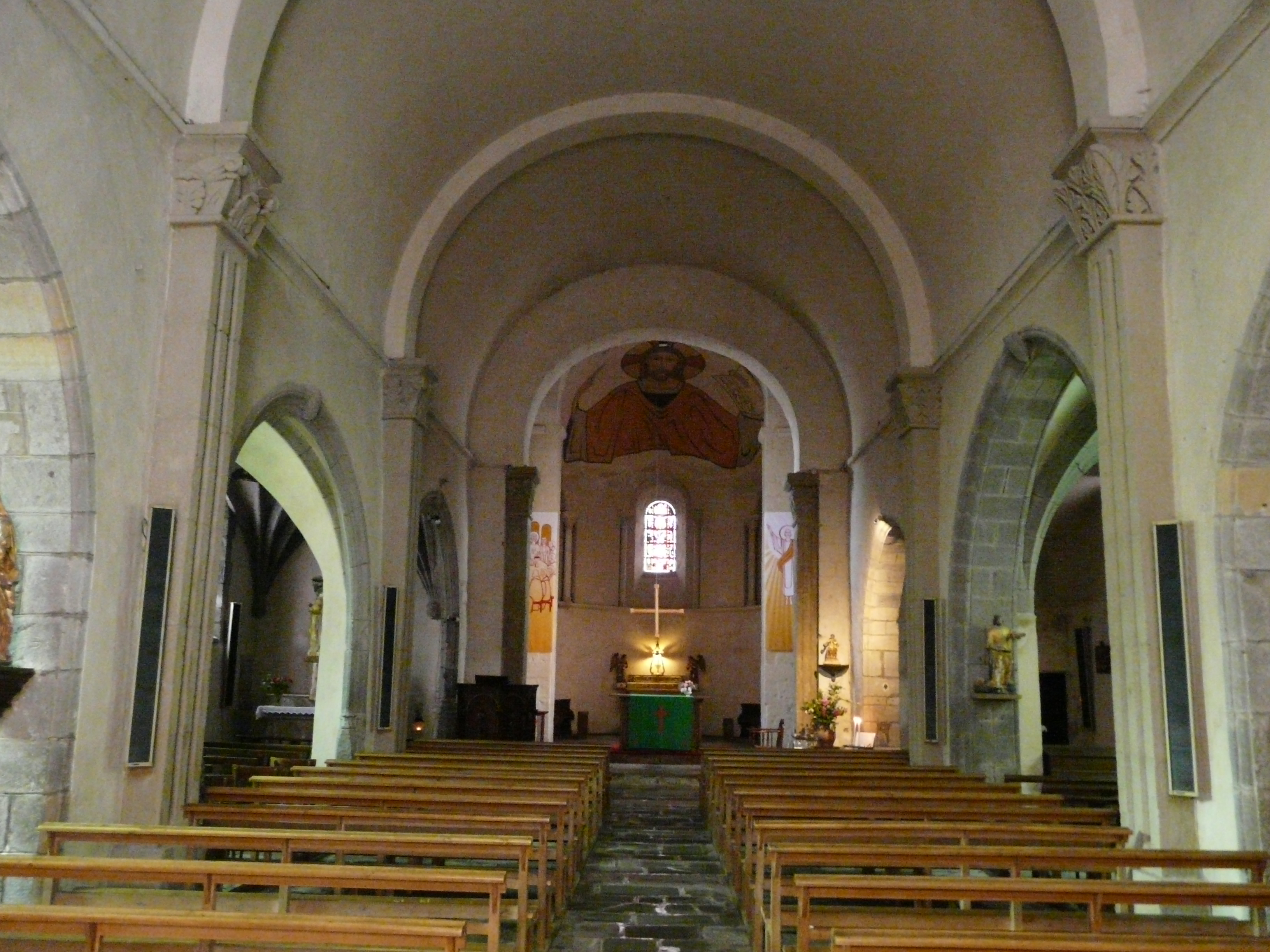
La nef.
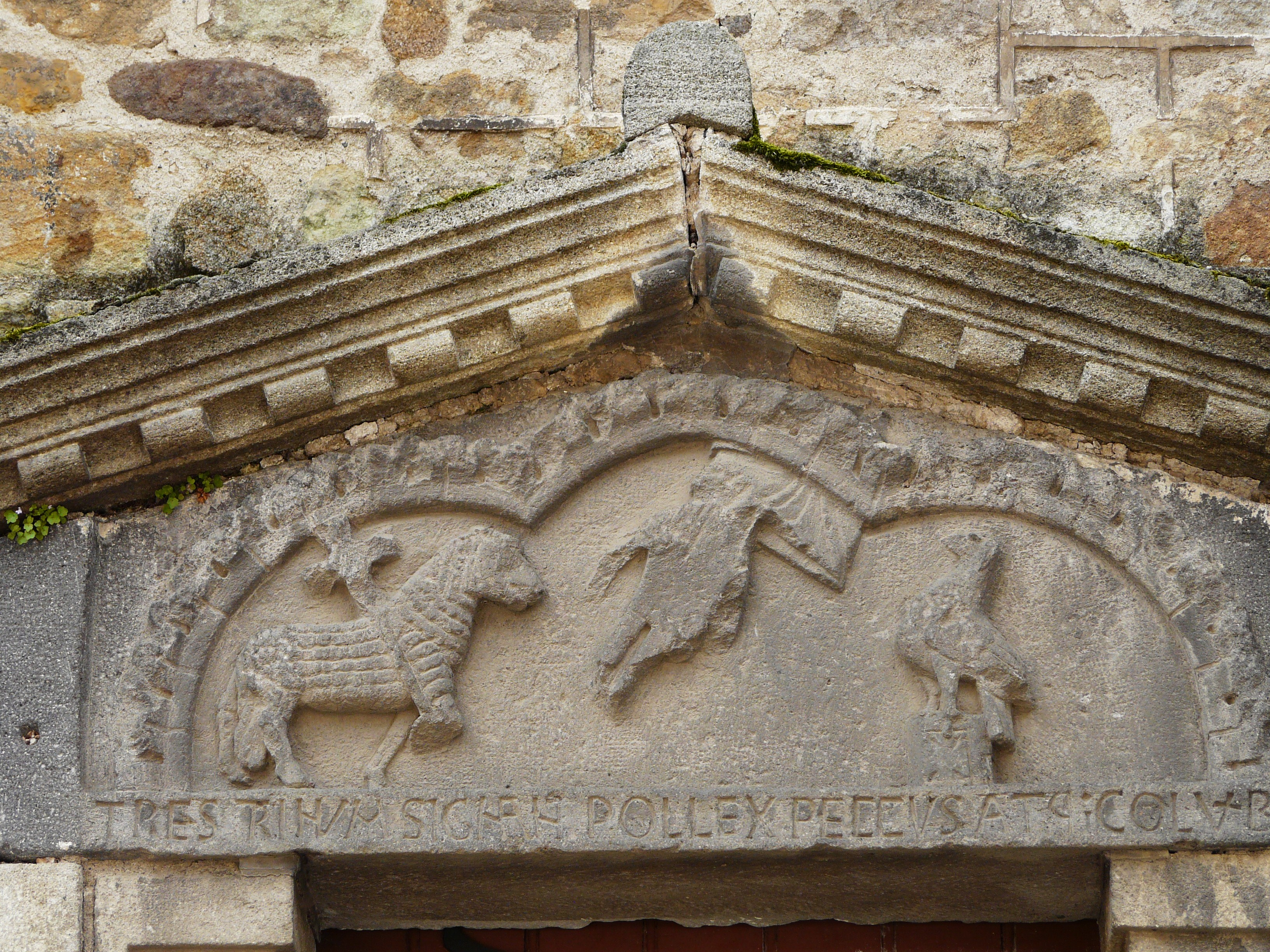
Linteau sculpté au-dessus de la porte du transept nord.
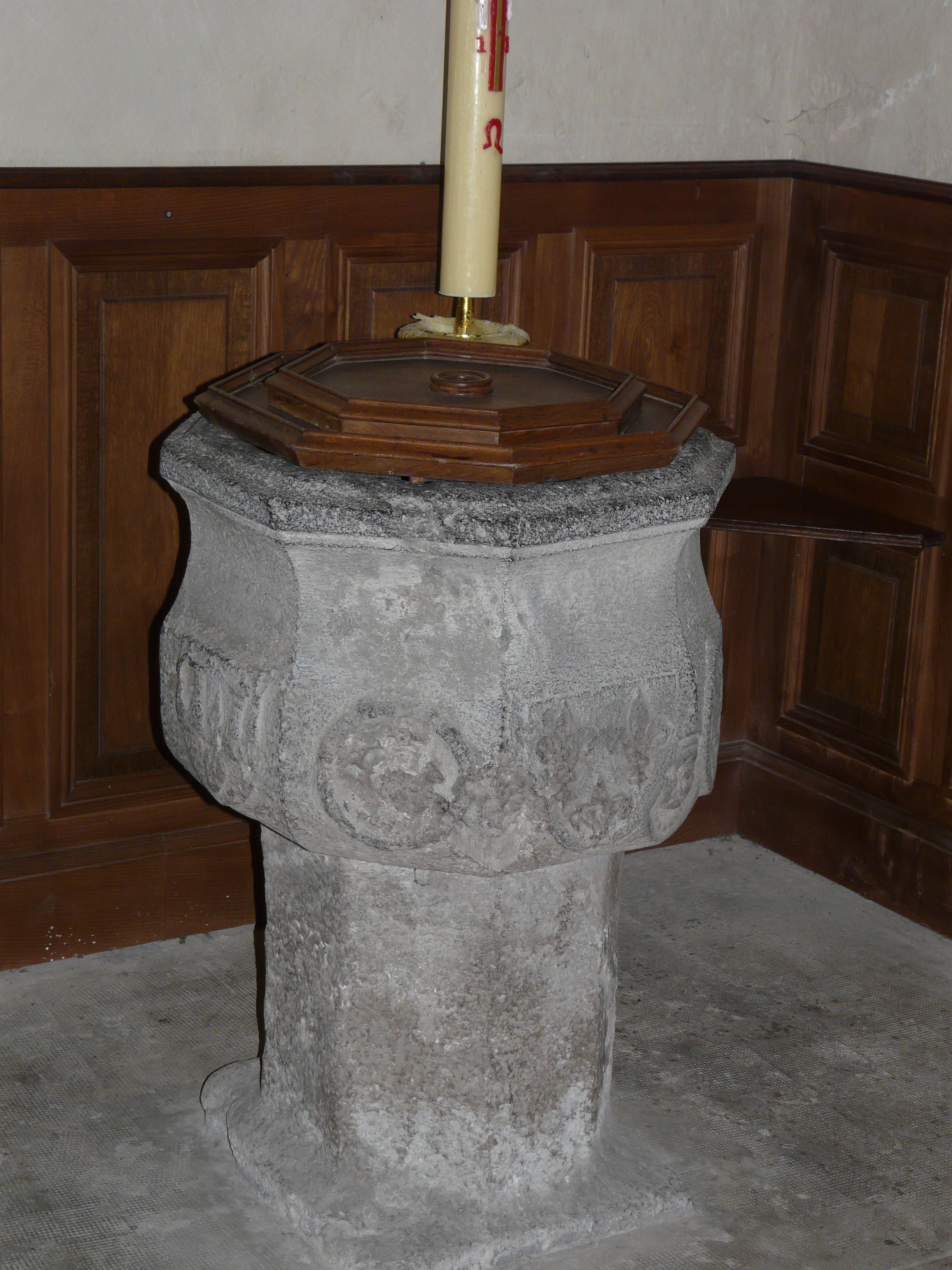
Les fonts baptismaux.